# برایان دانینگ
برایان دانینگ (به انگلیسی: Brian Dunning) (زاده ۱۹۶۵) نویسنده و تهیه‌کننده آمریکایی با تخصص در رو کردن دست شبه‌علم است. او از سال ۲۰۰۶ پادکست هفتگی Skeptoid را منتشر نموده‌است. او همچنین مقاله‌ها، کتاب‌ها و سریال تلویزیونی مرتبط با این موضوع ساخته‌است. او سابق بر این مدیر فناوری شرکت بای‌لینک، یک شبکه بزرگ تجارت-به-تجارت بوده‌است. پادکست او، اسکپتوید در سال ۲۰۱۲ برنده بهترین پادکست علمی استیچر شد.